# جوفينو مندوزا
جوفينو مندوزا (بالإسبانية: Jovino Mendoza)‏ هو مدرب كرة قدم ولاعب كرة قدم باراغواياني، ولد في 1941.